# Ułus (Jakucja)
Ułus (ros.: улус; jakuc. улуус, z tur. lub mong. plemię, lud) – nazwa jednostki podziału administracyjnego w autonomicznej rosyjskiej republice Jakucji, odpowiadająca rejonowi w większości innych podmiotów Federacji Rosyjskiej.
Obecnie Jakucja dzieli się na 34 ułusy.